# 格兰德艾兰 (纽约州)
格兰德艾兰（英語：Grand Island）是美国纽约州伊利县的岛屿，同时也是该县下辖的一个镇。其地处伊利县西北部、美加边境，位于布法罗西北，为尼亚加拉河上最大的岛屿，也是纽约州第四大岛。2010年美国人口普查时，该镇有20374人。格兰德艾兰镇建于1852年。其面积为33.3平方英里。